# 伏毛苎麻
伏毛苎麻（学名：Boehmeria strigosifolia）为荨麻科苎麻属的植物，是中国的特有植物。分布于中国大陆的广西、贵州、广东等地，生长于海拔180米至1,300米的地区，多生长在丘陵和低山灌丛中，目前尚未由人工引种栽培。

## 异名
- Boehmeria strigosifolia W. T. Wang var. mollis W. T. Wang